# El almuerzo (Manet)
El almuerzo (en francés, Le Déjeuner dans l'atelier) es un cuadro del pintor francés Édouard Manet. Data de 1868. Se trata de una pintura al óleo sobre lienzo, que mide 118 centímetros de alto y 154 cm de ancho. Actualmente se conserva en la Neue Pinakothek de Múnich (Alemania).
Este cuadro fue presentado en el Salón de París de 1869. El pintor incluyó a Léon Koelin-Leenhoff (1852 - 1927), que se supone era hijo de Manet y Suzanne Leenhoff. Están igualmente identificados los otros dos personajes. El que está sentado a la derecha es Auguste Rosselin, un compañero de estudios de Manet en los talleres de Gleyre y Couture, mientras que la mujer a la izquierda es una criada, y no Madame Manet.
La tela se realizó al apartamento familiar de Boulogne-sur-Mer, donde los Manet pasaban el verano. El cuadro resume perfectamente la obra de Manet en lo que tiene a veces de raro o de absurdo gracias a una reunión de elementos completamente heteróclitos: tres personajes indiferentes los unos a los otros sin relacionarse, una comida mezclando ostras y café, las armas y accesorios de combate, sin olvidar por supuesto la presencia inevitable del gato negro, que, desde Olympia, simboliza a Manet a los ojos de los críticos.
Muchos de estos elementos son propios de la naturaleza muerta al modo de un bodegón holandés del siglo XVII.